# Phùng Phúc Kiều
Phùng Phúc Kiều (1724 - 1790) là một công thần dưới triều Lê trung hưng. Ông là người có công khai phá và xây dựng vùng biển Cửa Lò - Nghệ An ngày nay. Sinh thời ông là người được vua tin, dân mến vì có lòng yêu nước, thương dân. Sau khi ông mất, nhân dân ở đây đã nhớ ơn ông nên đã xây dựng nhà thờ để tưởng nhớ ông.

## Tiểu sử
Phùng Phúc Kiều, sinh năm 1724, trong một gia đình nhiều đời là công thần, khanh tướng.
Năm 1741, ông thi đậu loại nhất trong kỳ thi Bác Cử (quan võ)
Năm 1742, ông được tuyển dụng vào đội thủy quân ưu binh thuộc đạo Đông Nam với chức Đốc quan.
Năm 1753, ông được giao chỉ huy đạo quân thủy chiến trấn giữ vùng biển Nghệ An, giữ chức Khả vi trung tướng quân.
Năm 1764, ông được triều đình phong làm Đô trung hầu, giao toàn quyền thống lãnh thủy quân ưu binh, trấn giữ cả một vùng biển miền Trung, từ Thanh Hoá, đến Hà Tĩnh.
Ngày 17-2-1790, Phùng Phúc Kiều qua đời ngay trên mảnh đất ông đã đổ bao mồ hôi công sức gây dựng. Thương tiếc, và cũng tỏ lòng ghi nhận công lao của ông, triều đình đã truy tặng ông chức Đô đốc Thượng tướng quân và sắc cho dân làng, con cháu lập đền thờ phụng.

## Đền thờ
Trải qua hơn một trăm năm, cứ vào dịp giỗ tướng công họ Phùng, dân làng Nghi Thu và con cháu tướng công đều kính cẩn tổ chức tế lễ với nghi thức truyền thống xưa. Điều đáng mừng việc tế lễ tướng công đã được duy trì hàng năm, nhất là những năm gần đây, thu hút khá đông các tầng lớp nhân dân đến tham dự. Nếu có dịp đến với Cửa Lò, xin mời bạn hãy tìm đến khu lăng mộ và đền thờ tướng công Phùng Phúc Kiều tại xóm Hoà Đình, xã Nghi Thu để hướng lòng thành tâm trước bài vị của người đã có công gây dựng, khai phá một vùng cửa biển đẹp của đất nước. Mặc dù mới được xây dựng lại trên nền đất rộng trên 200 m2, song Đền thờ tướng công họ Phùng vẫn được thiết kế theo lối truyền thống, gồm 3 toà: Thượng, Trung và Hạ điện, cấu trúc theo hình chữ Tam.
Trong đền vẫn còn lưu giữ nhiều hiện vật, tư liệu quý như gia phả, sắc phong, câu đối, đại tự, lư hương, long ngai bài vị của các vị thần tổ và nhiều đồ tế khí khác. Chắc chắn, những hiện vật này sẽ giúp những ai yêu đất nước, yêu Cửa Lò có dịp tìm hiểu hơn nét đẹp văn hoá xứ Nghệ